# Carlos Prieto
Carlos Prieto Martos, född 2 februari 1980 i Mérida, är en spansk handbollsspelare (mittsexa). Han var med och tog OS-brons 2008 i Peking.